# Rampvlucht (dramaserie)
Rampvlucht is een Nederlandse dramaserie uit 2022, over de Bijlmerramp uit 1992. De serie is een combinatie van feit en fictie. De vijfdelige miniserie werd gemaakt door het productiebedrijf Big Blue, in coproductie met KRO-NCRV. De laatste aflevering werd uitgezonden op 4 oktober 2022, exact dertig jaar na de vliegtuigramp.

## Afleveringen
| Afl. | Titel                 | Datum             | Kijkcijfers |
| ---- | --------------------- | ----------------- | ----------- |
| 1    | 183541                | 29 september 2022 | 1.857.000   |
| 2    | Witte pakken          | 30 september 2022 | 1.517.000   |
| 3    | Het nocebo-effect     | 2 oktober 2022    | 968.000     |
| 4    | The originals         | 3 oktober 2022    | 995.000     |
| 5    | Niets dan de waarheid | 4 oktober 2022    | 826.000     |

## Rolverdeling
| Acteur                       | Rol                 | Opmerking                         |
| ---------------------------- | ------------------- | --------------------------------- |
| Joy Delima                   | Asha Willems        | Dierenarts                        |
| Thomas Höppener              | Vincent Dekker      | Journalist                        |
| Yorick van Wageningen        | Pierre Heijboer     | Journalist                        |
| Uriah Havertong              | Kenneth             |                                   |
| Kenneth Herdigein            | Pa Sem              | Redder tienjarige jongen          |
| Chris Peters                 | Bram Veen           |                                   |
| Bart Slegers                 | Jeroen Plettenberg  |                                   |
| Ritzah Statia                | Sabrina Maudro      |                                   |
| Anton de Bies                | Randy Balentien     |                                   |
| Guy Clemens                  | Rob van Gijzel      | Tweede Kamerlid                   |
| Kirsten Mulder               | Hanja Maij-Weggen   | Minister Verkeer en Waterstaat    |
| Gijs Scholten van Aschat     | Henk Wolleswinkel   |                                   |
| Katrien van Beurden          | Marijke             |                                   |
| Loes Schnepper               | Tilly               |                                   |
| Vincent Linthorst            | Dries Brandewijn    |                                   |
| Manoushka Zeegelaar Breeveld | Whitney Braaf       |                                   |
| Victor Bottenbly             | Andre Braaf         |                                   |
| Belinda van der Stoep        | Esi Akayeboh        |                                   |
| Saskia Temmink               | Saskia Kant         | Redactiechef Trouw                |
| Mads Wittermans              | Jeffrey Veldhuizen  |                                   |
| Bart Klever                  | Jan Greven          | Hoofdredacteur Trouw              |
| Khaldoun Alexander Elmecky   | Ed van Thijn        | Burgemeester van Amsterdam        |
| Hannah van Lunteren          | Annemarie Jorritsma | Minister van Verkeer & Waterstaat |
| Marieke Heebink              | Els Borst           | Minister van Volksgezondheid      |

*Deze lijst is niet compleet

## Ontvangst
De serie werd goed ontvangen. De eerste aflevering trok een miljoen kijkers en de serie won een Gouden Kalf voor beste dramaserie.

## Trivia
- Naast de dramaserie heeft KRO-NCRV ook een podcast en een documentaire met dezelfde naam.[3][4]